# FXM (Latinoamérica)
FXM (acrónimo de FX Movies) fue un canal de televisión por suscripción latinoamericano de origen estadounidense de su nombre original, con programación basada en las películas de cualquier tipo de género. Era propiedad de The Walt Disney Company Latin America y fue operado por Disney Media Networks Latin America.
Fue lanzado el 18 de septiembre de 2017, en reemplazo del canal Film Zone.
A inicios de enero de 2022, Disney anunció el cierre de FXM en Latinoamérica el 31 de marzo, además del cese de otros canales de televisión que posee en la región como Star Life, Disney XD, Nat Geo Wild y Nat Geo Kids. El cambio viene como consecuencia del conglomerado en enfocarse más en sus plataformas Disney+ y Star+.
En la madrugada del 1 de abril de 2022, FXM finalizó sus emisiones, junto con Star Life, Disney XD, Nat Geo Wild y Nat Geo Kids.